# Dercetina apicipes
Dercetina apicipes es una especie de insecto coleóptero de la familia Chrysomelidae.
Fue descrita científicamente en 1896 por Martin Jacoby.